# 格力冠蛛
格力冠蛛（学名：Stemonyphantes griseus）为皿蛛科冠蛛属的动物。分布于俄罗斯以及中国大陆的甘肃等地。该物种的模式产地在甘肃。